# Lachancea thermotolerans
Lachancea thermotolerans är en svampart som först beskrevs av Philippow, och fick sitt nu gällande namn av Kurtzman 2003. Lachancea thermotolerans ingår i släktet Lachancea och familjen Saccharomycetaceae.   Inga underarter finns listade i Catalogue of Life.